# Comoras en los Juegos Olímpicos de Sídney 2000
Comoras estuvo representada en los Juegos Olímpicos de Sídney 2000 por dos deportistas, un hombre y una mujer, que compitieron en atletismo.
El equipo olímpico comorense no obtuvo ninguna medalla en estos Juegos.